# Callochiton
Callochiton is een geslacht van keverslakken uit de familie Ischnochitonidae.

## Soorten
- Callochiton septemvalvis (Montagu, 1803)
- Callochiton bayeri Schwabe, 1998
- Callochiton bouveti Thiele, 1906
- Callochiton calcatus Dell'Angelo & Palazzi, 1994
- Callochiton christamariae Schwabe, 2003
- Callochiton cinnabaris Kaas & Van Belle, 1985
- Callochiton clausadeae Kaas & Van Belle, 1985
- Callochiton crocinus (Reeve, 1847)
- Callochiton cupreus Dell'Angelo, Prelle, Sosso & Bonfitto, 2012
- Callochiton dawydoffi Sirenko, 2012
- Callochiton dentatus (Spengler, 1797)
- Callochiton deshayesi Thiele, 1909
- Callochiton elongatus May, 1920
- Callochiton empleurus (Hutton, 1872)
- Callochiton euplaeae (O. G. Costa, 1829)
- Callochiton foveolatus (Is. Taki, 1938)
- Callochiton gaussi Thiele, 1908
- Callochiton herberti Kaas & Van Belle, 1990
- Callochiton jeareyae Dell'Angelo & Mifsud, 1998
- Callochiton kapitiensis Mestayer, 1926
- Callochiton klemi Ashby, 1926
- Callochiton klemioides Leloup, 1937
- Callochiton levatus Kaas & Van Belle, 1998
- Callochiton longispinosus Leloup, 1952
- Callochiton mayi Torr, 1912
- Callochiton mortenseni Odhner, 1924
- Callochiton multidentatus (Carpenter in Pilsbry, 1892)
- Callochiton mumuena Schwabe & Slieker, 2001
- Callochiton neocaledonicus Kaas & Van Belle, 1990
- Callochiton oligosulculatus Kaas & Van Belle, 1985
- Callochiton perscrutandus (Iredale & Hull, 1929)
- Callochiton princeps Carpenter in Pilsbry, 1892
- Callochiton puniceus (Couthouy MS, Gould, 1846)
- Callochiton rufus Ashby, 1900
- Callochiton schilfi Schwabe & Ruthensteiner, 2001
- Callochiton septemcostatus Bergenhayn, 1933
- Callochiton steinenii (Pfeffer in Martens & Pfeffer, 1886)
- Callochiton sublaevis Sykes, 1903
- Callochiton subsulcatus Kaas & Van Belle, 1985
- Callochiton sulcatus Nierstrasz, 1905
- Callochiton sulculatus Suter, 1907
- Callochiton vanninii Ferreira, 1983